# Milán – San Remo 2025
116. ročník jednodenního cyklistického závodu Milán – San Remo se konal 22. března 2025 v Itálii. 
Vítězem se stal Nizozemec Mathieu van der Poel z týmu Alpecin–Deceuninck. Na druhém a třetím místě se umístili Ital Filippo Ganna (Ineos Grenadiers) a Slovinec Tadej Pogačar (UAE Team Emirates XRG).
Závod byl součástí UCI World Tour 2025 na úrovni 1.UWT a byl osmým závodem tohoto seriálu.

## Týmy
Závodu se zúčastnilo všech 18 UCI WorldTeamů a 7 UCI ProTeamů.
UCI WorldTeamy
- Alpecin–Deceuninck
- Arkéa–B&B Hotels
- Cofidis
- Decathlon–AG2R La Mondiale
- EF Education–EasyPost
- Groupama–FDJ
- Ineos Grenadiers
- Intermarché–Wanty
- Lidl–Trek
- Movistar Team
- Red Bull–Bora–Hansgrohe
- Soudal–Quick-Step
- Team Bahrain Victorious
- Team Jayco–AlUla
- Team Picnic PostNL
- UAE Team Emirates XRG
- Visma–Lease a Bike
- XDS Astana Team

UCI ProTeamy
- Israel–Premier Tech
- Lotto
- Q36.5 Pro Cycling Team
- Team Corratec–Vini Fantini
- Tudor Pro Cycling Team
- Uno-X Mobility
- VF Group–Bardiani–CSF–Faizanè

## Výsledky
| Pořadí | Jezdec                     | Tým                     | Čas        |
| ------ | -------------------------- | ----------------------- | ---------- |
| 1      | Mathieu van der Poel (NED) | Alpecin–Deceuninck      | 6h 22' 53" |
| 2      | Filippo Ganna (ITA)        | Ineos Grenadiers        | + 0"       |
| 3      | Tadej Pogačar (SLO)        | UAE Team Emirates XRG   | + 0"       |
| 4      | Michael Matthews (AUS)     | Team Jayco–AlUla        | + 43"      |
| 5      | Kaden Groves (AUS)         | Alpecin–Deceuninck      | + 43"      |
| 6      | Magnus Cort (DEN)          | Uno-X Mobility          | + 43"      |
| 7      | Mads Pedersen (DEN)        | Lidl–Trek               | + 43"      |
| 8      | Olav Kooij (NED)           | Visma–Lease a Bike      | + 43"      |
| 9      | Matteo Trentin (ITA)       | Tudor Pro Cycling Team  | + 43"      |
| 10     | Fred Wright (GBR)          | Team Bahrain Victorious | + 43"      |